# ツインスパーフレーム
ツインスパーフレーム(twin-spar frame)とはオートバイのフレームの一種で、主要な構造がステアリングの軸部（ステアリングヘッド）とスイングアームの付け根を結ぶように渡された2本の桁(spar)で構成されているものを指す。

## 概要
ツインスパーフレームは太く強度の高い部材を用いて簡単な構造とすることでフレーム単体での質量を集中することができる。近年のオートバイで多く用いられるフレーム形式の1つであるダイヤモンドフレームの一部やボックスフレームはツインスパーフレームの一種であり、材質には鋼管やアルミニウム合金の押出成形材が用いられる。鋼管製の場合は断面が大きく管厚が厚い単管によるものと、1つの桁をラーメン構造で組んだものがある。アルミ押し出し材の場合には、角形閉断面の内部に1つないし2つの隔壁で補強した部材を用いられることが多く、「日の字断面」、「目の字断面」などと呼ばれる。特にアルミ押し出し材を用いたものは、軽量でありながら高い剛性が得られることから、スーパースポーツに分類される高性能車種に採用される例が多い。
始祖はスズキ・ガンマ（初代RG250Γ）のアルミクレードルフレームである。カワサキのセミモノコックフレーム、ホンダのピボットレスフレームはツインスパーフレームを発展させたものである。

## 主な採用車種
- ホンダ：CBR900RR、CBR1000RR、CBR600RR、GL1800
- ヤマハ：YZF-R1、YZF-R6
- スズキ：GSX-R1000、GSX-R600、GSX1300R、ストリートマジック[1]
- カワサキ：ZX-10R、ZX-6RR